# موزه (گنجینه) شاهرود
موزه (گنجینه) شاهرود مربوط به دوره قاجار است و در شاهرود، شمال شهر، انتهای خیابان بالاخیابان واقع شده و این اثر در تاریخ ۱۱ مرداد ۱۳۷۶ با شمارهٔ ثبت ۱۸۸۸ به‌عنوان یکی از آثار ملی ایران به ثبت رسیده است.